# Isothecium
Isothecium là một chi rêu trong họ Brachytheciaceae.